# Лакович, Саша
Са́ша Го́рдон Ла́кович (англ. Sasha Gordon Lakovic; 7 сентября 1971, Ванкувер — 25 апреля 2017, там же) — канадский хоккеист, правый нападающий. Выступал на профессиональном уровне в период 1992—2004 годов, играл в восьми профессиональных лигах за 18 разных клубов, в том числе представлял команды НХЛ «Калгари Флэймз» и «Нью-Джерси Девилз».

## Биография
Саша Лакович родился 7 сентября 1971 года в Ванкувере, провинция Британская Колумбия, Канада. Имеет сербские корни.
Дебютировал на профессиональном уровне в сезоне 1992/93, успев в течение года поиграть в составе сразу четырёх клубов: «Чатем Уилс» и «Брандфорд Смоук» из Колониальной хоккейной лиги, «Колумбус Чилл» из Хоккейной лиги Восточного побережья и «Бингемтон Рейнджерс» из Американской хоккейной лиги. В последующие несколько лет продолжил так же часто менять клубы, выступая в различных второстепенных лигах, в частности выходил на лёд в составе «Толедо Сторм», «Талса Ойлерс» из Центральной хоккейной лиги, «Лас-Вегас Тандер» из Международной хоккейной лиги, «Сент-Джон Флэймз».
Запомнился болельщикам прежде всего своей агрессивной силовой игрой и эксцентричным поведением. Так, в одном из матчей он избил тафгая из команды соперников, после чего встал на четвереньки и по-собачьи залаял на зрителей, подтверждая закрепившееся за собой прозвище Питбуль.
В сезоне 1996/97 Лакович впервые сыграл в Национальной хоккейной лиге — представляя клуб «Калгари Флэймз», вышел на лёд в 19 играх регулярного чемпионата. Отметился здесь скандальной выходкой, когда во время гостевого матча с «Эдмонтон Ойлерз» полез на зрительскую трибуну драться с пьяным фанатом, вылившим содержимое своего стакана на голову помощника тренера Ги Лапуэнта. Одноклубникам удалось оттащить разъярённого хоккеиста, и в итоге он был наказан отстранением на два матча.
К следующему сезону перевёлся в другую команду НХЛ «Нью-Джерси Девилз», хотя в последующие годы бо́льшую часть времени проводил в их фарм-клубе «Олбани Ривер Рэтс». В общей сложности сыграл за «Дьяволов» 18 игр.
Впоследствии в период 2000—2004 годов снова путешествовал по второстепенным лигам, представляя небольшие клубы, такие как «Рочестер Американс», «Лонг-Бич Айс Догз», «Бейкерсфилд Кондорс», «Анкоридж Эйсез», «Сен-Жан Мишшонс» и «Шербрук Сен-Франсуас» из Хоккейной лиги Западного побережья и Полупрофессиональной лиги Квебека.
После завершения карьеры профессионального спортсмена проявил себя как актёр — исполнил роль русского хоккеиста Бориса Михайлова в историческом художественном фильме «Чудо».
В октябре 2016 года Саша Лакович сообщил прессе, что ему диагностировали рак мозга в неоперабельной стадии, и врачи дают ему около трёх месяцев. 25 апреля 2017 года он скончался в Ванкувере в возрасте 45 лет, оставив после себя четверых детей.